# Calle de la Junta de Comercio
La calle de la Junta del Comercio (en catalán: carrer de la Junta de Comerç) se encuentra en el barrio de El Raval, en el distrito de Ciutat Vella de Barcelona. Su nombre proviene de la antigua Junta de Comercio de Barcelona —hoy desaparecida. Inicialmente llevaba el nombre de calle de Mendizábal, según Juan Álvarez Mendizábal.
Una nueva parcelación de la zona llevó a la apertura de una nueva calle y la construcción de diversios edificios con planta baja de uso comercial y cuatro plantas de pisos de viviendas, por la mayoría construidos entre 1862 y 1867. Por ello, a pesar originar de arquitectos diferentes, destaca una cierta continuidad en las fachadas.
 

Las fincas número 11, 13, 15, 17 y 19 tienen actualmente conexión, por la parte posterior de los solares, con el ala existente del antiguo claustro del convent de Agustín, utilizando la planta baja y el primer piso de este, mientras que la parroquia utiliza la última planta con acceso directo desde la iglesia.